# Циклогексилхлорид
Циклогекси́лхлори́д (также хло̀рциклогекса́н, циклогекси́л хло́ристый) — алициклическое хлорорганическое соединение с формулой (CH2)5CHCl, бесцветная жидкость. В природе практически не встречается.

## Физические свойства
Циклогексилхлорид — бесцветная легковоспламеняющаяся жидкость с резким запахом. Мало растворим в воде, легко — в хлороформе, смешивается с ацетоном, бензолом, этанолом и диэтиловым эфиром.

## Химические свойства
При кипячении со щёлочью образует циклогексен.

## Получение
Циклогексилхлорид может быть получен с выходом 70 % из циклогексана галогенированием его пентахлоридом фосфора в безводном растворе 1,2-дихлорбензола при температуре около 80 ° С с перекисью бензоила в качестве катализатора:
C6H12 + PCl5 → C6H11Cl
Другой способ — галогенирование циклогексана сульфурилхлоридом при нагревании в безводном растворителе, с азобисизобутиронитрилом в качестве катализатора:
C6H12 + SO2Cl2 → C6H11Cl + SO2 + HCl
Также может быть получен нагреванием циклогексанола с концентрированной соляной кислотой.

## Стереоизомерия
Стереоизомеры хлорциклогексана рассматриваются в рамках концепции остаточной стереоизомерии. Хлорциклогексан имеет два стереоизомера с аксиальным и экваториальным положением атома хлора, которые различаются при анализе ИК-спектроскопией или ЯМР-спектроскопией при −100 °С. При выделении же или анализе ЯМР при комнатной температуре хлорциклогексан является одним соединением, не имея стереоизомеров в обычном понимании.

## Основные сферы применения
- Растворитель (жиров, смол, и др.).
- Экстрагент в химической промышленности.
- В органическом синтезе — например, для получения циклогексена[1].
- Является побочным продуктом в производстве капролактама[1].
- Сырьё для получения ядохимикатов.

## Токсичность
Острое отравление у животных проявляется при вдыхании паров циклогексилхлорида — возбужденное состояние, раздражение слизистых, дрожание, боковое положение, затрудненное дыхание, тонические судороги и смерть. Для белых мышей при вдыхании в течение двух часов 100 % летальная концентрация ЛК100=78 мг/л, для белых крыс — 40-75 мг/л. При хроническом отравлении у крыс (ежедневное вдыхание 0,5 мг/л по 5 часов в сутки) — через месяц снижение артериального давления, через 4-5 месяцев функциональные сдвиги в ЦНС, снижение числа лейкоцитов. Введение циклогексилхлорида с питьевой водой в течение 6 месяцев в количестве 0,025-25 мг/кг не оказывало заметного влияния на крыс и кроликов. Повторное нанесение жидкого циклогексилхлорида на кожу мышей вызывало сухой некроз.
Рекомендуемая ПДК в воздухе рабочей зоны — 50 мг/м³, в воде — 0,05 мг/л.